# Lijst van rijksmonumenten op De Nieuwe Ooster
Een overzicht van rijksmonumenten op de begraafplaats De Nieuwe Ooster in de stad Amsterdam.
| Object                                                            | Oorspronkelijke functie?  | Bouwjaar  | Architect                                     | Locatie           | Coördinaten?                  | Nr.?   | Afbeelding                                                        |
| ----------------------------------------------------------------- | ------------------------- | --------- | --------------------------------------------- | ----------------- | ----------------------------- | ------ | ----------------------------------------------------------------- |
| De Nieuwe Ooster: Parkaanleg met padenstelsel                     | Begraafplaats en -onderdl | 1889-1894 | L.A. Springer                                 | Kruislaan bij 126 | 52° 20' 44" NB, 4° 56' 19" OL | 526958 | Meer afbeeldingen                                                 |
| De Nieuwe Ooster: Directeurswoning De Nieuwe Ooster               | Dienstwoning              | 1892      | A.W. Weissman                                 | Kruislaan 124     | 52° 20' 46" NB, 4° 56' 18" OL | 526959 | Meer afbeeldingen                                                 |
| De Nieuwe Ooster: Barenloods                                      | Begraafplaats en -onderdl | 1892      | A.W. Weissman                                 | Kruislaan bij 126 | 52° 20' 44" NB, 4° 56' 19" OL | 526960 | Meer afbeeldingen                                                 |
| De Nieuwe Ooster: Dienstwoningen De Nieuwe Ooster                 | Dienstwoning              | 1892      | A.W. Weissman                                 | Kruislaan 130     | 52° 20' 47" NB, 4° 56' 21" OL | 526961 | Meer afbeeldingen                                                 |
| De Nieuwe Ooster: Lijkenhuis                                      | Begraafplaats en -onderdl | 1892      | A.W. Weissman                                 | Kruislaan bij 128 | 52° 20' 46" NB, 4° 56' 22" OL | 526962 | Meer afbeeldingen                                                 |
| Toegangspoort De Nieuwe Ooster                                    | Begraafplaats en -onderdl | 1892      | A.W. Weissman                                 | Kruislaan bij 124 | 52° 20' 46" NB, 4° 56' 18" OL | 526963 | Meer afbeeldingen                                                 |
| Grafmonument van Jo van Heutsz                                    | Begraafplaats en -onderdl | 1926/1927 | Bon Ingen-Housz Dirk Roosenburg               | Kruislaan bij 126 | 52° 20' 44" NB, 4° 56' 19" OL | 526964 | Meer afbeeldingen                                                 |
| Grafmonument van Jacques Perk                                     | Begraafplaats en -onderdl | 1881      | P. Dager                                      | Kruislaan bij 126 | 52° 20' 44" NB, 4° 56' 19" OL | 526965 | Meer afbeeldingen                                                 |
| Grafmonument van Piet van Nek                                     | Begraafplaats en -onderdl | 1914      | Kees Smout                                    | Kruislaan bij 126 | 52° 20' 44" NB, 4° 56' 19" OL | 526966 | Meer afbeeldingen                                                 |
| Grafmonument van Suzanna Sablairolles                             | Begraafplaats en -onderdl | 1850-1875 | J.D.J. Teixeira de Mattos & Zoon te Amsterdam | Kruislaan bij 126 | 52° 20' 44" NB, 4° 56' 19" OL | 526967 | Meer afbeeldingen                                                 |
| Grafmonument van Jan Albregt                                      | Begraafplaats en -onderdl | 1880      | Charles Rochussen en Eduard Colinet           | Kruislaan bij 126 | 52° 20' 44" NB, 4° 56' 19" OL | 526968 | Meer afbeeldingen                                                 |
| Grafmonument van de familie Rädecker                              | Begraafplaats en -onderdl | 1921/1936 | Anton Rädecker                                | Kruislaan bij 126 | 52° 20' 44" NB, 4° 56' 19" OL | 526969 | Grafmonument van de familie Rädecker                              |
| Grafmonument van Engelina Cornelia Boom                           | Begraafplaats en -onderdl | 1914      | Ant. Bouvy                                    | Kruislaan bij 126 | 52° 20' 44" NB, 4° 56' 19" OL | 526970 | Grafmonument van Engelina Cornelia Boom                           |
| Grafmonument van Suzanna Tartaud                                  | Begraafplaats en -onderdl | 1905      |                                               | Kruislaan bij 126 | 52° 20' 44" NB, 4° 56' 19" OL | 526971 | Grafmonument van Suzanna Tartaud                                  |
| Grafmonument van Klaas Ris                                        | Begraafplaats en -onderdl | 1902      | firma Van Tetterode                           | Kruislaan bij 126 | 52° 20' 44" NB, 4° 56' 19" OL | 526972 | Grafmonument van Klaas Ris                                        |
| Grafmonument van Everhardus Johannes Potgieter                    | Begraafplaats en -onderdl | 1875      | Frans Stracké                                 | Kruislaan bij 126 | 52° 20' 44" NB, 4° 56' 19" OL | 526973 | Meer afbeeldingen                                                 |
| Grafmonument van Albert Hahn                                      | Begraafplaats en -onderdl | 1919      | Hildo Krop                                    | Kruislaan bij 126 | 52° 20' 44" NB, 4° 56' 19" OL | 526974 | Meer afbeeldingen                                                 |
| Grafmonument van J. de Groot                                      | Begraafplaats en -onderdl | 1920      | Mathieu Lauweriks                             | Kruislaan bij 126 | 52° 20' 44" NB, 4° 56' 19" OL | 526975 | Grafmonument van J. de Groot                                      |
| Grafmonument van Jan Willem Pieneman                              | Begraafplaats en -onderdl | 1862      | Frans Stracké                                 | Kruislaan bij 126 | 52° 20' 44" NB, 4° 56' 19" OL | 526976 | Meer afbeeldingen                                                 |
| Grafmonument van Leonard Ambrosius Kleine en Maria Kleine-Gartman | Begraafplaats en -onderdl | 1885      | L. Binger                                     | Kruislaan bij 126 | 52° 20' 44" NB, 4° 56' 19" OL | 526977 | Grafmonument van Leonard Ambrosius Kleine en Maria Kleine-Gartman |
| Grafmonument van Gerardus Frederik Westerman                      | Begraafplaats en -onderdl | 1891      | J.F. Klinkhamer                               | Kruislaan bij 126 | 52° 20' 44" NB, 4° 56' 19" OL | 526978 | Grafmonument van Gerardus Frederik Westerman                      |
| Grafmonument van Thérèse Schwartze                                | Begraafplaats en -onderdl | 1922      | Georgine Schwartze                            | Kruislaan bij 126 | 52° 20' 44" NB, 4° 56' 19" OL | 526979 | Meer afbeeldingen                                                 |
| Grafmonument van Elisabeth Albers van der Zee                     | Begraafplaats en -onderdl | 1929      |                                               | Kruislaan bij 126 | 52° 20' 44" NB, 4° 56' 19" OL | 526980 | Grafmonument van Elisabeth Albers van der Zee                     |
| Aula De Nieuwe Ooster                                             | Begraafplaats en -onderdl | 1938-1939 | J. Leupen                                     | Kruislaan 128     | 52° 20' 46" NB, 4° 56' 22" OL | 526981 | Meer afbeeldingen                                                 |